# Znojile pri Krki
Znojile pri Krki este o localitate din comuna Ivančna Gorica, Slovenia, cu o populație de 112 locuitori.